# 中村博 (児童文学作家)
中村 博（なかむら ひろし、1928年7月7日- )は、日本の小学校教師、児童文学作家。
東京生まれ。愛媛県出身。1950年日本大学文学部卒。1948年世田谷区立松沢小学校教師となり、78年世田谷区立三宿小学校で退職。東京総合教育センター教育相談員。日本子どもの会会員。日本子どもを守る会会長(1997～2003年)。民話の再話や教育評論などの著作をなした。

## 著書
- 『ばけもんじる』久米宏一絵 岩崎書店 新・創作絵本 1978
- 『子どもらに夢と力を 冒険と感動のある学校生活』労働旬報社 シリーズ日本の教師 1980
- 『君たちのなやみ相談室 中村博の子ども相談』労働旬報社 1981
- 『ねこのばけものたいじ 福井県』二俣英五郎絵 第一法規出版 日本の民話絵本　1981
- 『たのきゅう 香川県』久米宏一絵 第一法規出版 日本の民話絵本 1982
- 『母と子のなやみ相談室』新日本出版社 1983
- 『にげだしたおにばんば』石倉欣二絵 ほるぷ出版 幼児みんわ絵本 1985
- 『自立への旅立ちU君の進路えらび』一声社 1986
- 『わらでっぽうとよるのみち 群馬県六合村「十日夜」』津田櫓冬絵 リーブル 1991
- 『とりおいの日 新潟県上越市桑取谷「とりおい」』渡辺享子絵 リーブル 1993

### 共著編
- 『子ども・教育とテレビ黒書 テレビを子どもの味方にするために』石子順、隅井孝雄、子どもの文化研究所共著 労働旬報社 1976
- 『東京の民話』編 一声社 1979